# Władysława Keniżanka–Olbromska
Władysława Keniżanka–Olbromska, właśc. Władysława Kenig-Olbromska (ur. 11 czerwca 1900 w Łodzi, zm. 29 listopada 1976) – harcmistrzyni, nauczycielka, komendantka Wielkopolskiej Chorągwi Żeńskiej, komendantka Łódzkiej Chorągwi Żeńskiej i Łódzkiej Chorągwi Harcerek, komendantka Pogotowia Harcerek Chorągwi Łódzkiej.

## Życiorys
Władysława Kieżnianka-Olbromska ukończyła gimnazjum Zofii Pętkowskiej w Łodzi. W 1913 wstąpiła do harcerstwa. W 1917 złożyła przyrzeczenie harcerskie w Okręgliku k. Łodzi na ręce Marii Wocalewskiej. W 1918 została drużynową II Łódzkiej Drużyny Harcerek im. Narcyzy Żmichowskiej W 1919 została zastępczynią komendantki drużyn łódzkich oraz została przewodniczącą Harcerskiej Pomocy Siostrzanej. W 1920 przeniosła się do Poznania gdzie do 1922 była słuchaczką Studium Wychowania Fizycznego przy Uniwersytetu Poznańskiego oraz wizytatorką objazdową Chorągwi Wielkopolskiej. Była zaangażowana w plebiscyt na Górnym Śląsku. Była zaangażowana w działalność służb pomocniczych II powstania śląskiego, uczestniczyła przerzucie broni do oddziałów powstańczych, dostarczała posiłki na linię frontu oraz prowadziła kursy dla śląskich harcerek. W 1920 została również pierwszą komendantką Wielkopolskiej Chorągwi Żeńskiej, a także otrzymała stopień przodownicy, a następnie podharcmistrzyni (późn. równoznaczny ze stopniem harcmistrzyni). W 1922 rozpoczęła pracę w gimnazjum błogosławionej Jolanty w Gnieźnie. W okresie od 1924 do 1926 była komendantką poznańskiego Hufca Żeńskiego. W latach 1924–1925 pracowała w Państwowym Seminarium Nauczycielskim w Inowrocławiu, a w latach 1925–1926 w gimnazjum im. Królowej Jadwigi w Pabianicach, w którym organizowała drużynę harcerek. W 1927 została referentką Chorągwi Śląskiej i Chorągwi Włocławskiej w Głównej Kwaterze Żeńskiej, a także członkinią Komendy Śląskiej Chorągwi Żeńskiej. Od 1927 do 1932 była komendantką Łódzkiej Chorągwi Żeńskiej i prowadziła obozy przysposobienia wojskowego. W latach 1932–1933 działała jako referentka opiekunek drużyn w Komendzie Łódzkiej Chorągwi Harcerek. Następnie ponownie od 1935 do 1937 była komendantką Łódzkiej Chorągwi Harcerek. Od 1936 do wybuchu II wojny światowej pracowała w Gimnazjum Janiny Czapczyńskiej w Łodzi oraz była członkinią Zarządu Oddziału Łódzkiego ZHP, a także reprezentowała harcerki w Unii Polskich Związków Obrońców Ojczyzny. W latach 1937–1939 należała do członków Komendy Łódzkiej Chorągwi Harcerek oraz była drużynową drużyny instruktorskiej.
W 1938 została komendantką Pogotowia Harcerek w Chorągwi Łódzkiej i w trakcie II wojny światowej podjęła współpracę z komendantem okręgu ZWZ, w związku z czym harcerki służyły w łączności, będąc łączniczkami pomiędzy obszarami na terenie III Rzeszy i Generalnego Gubernatorstwa oraz dostarczały paczki i informacje więźniom politycznym. W 1942 przeniosła się do Warszawy gdzie pełniła funkcję instruktorki bezpieczeństwa konspiracyjnego w Komendzie Pogotowia Harcerek. Pracowała również w Generalnym Inspektoracie Służby Kobiet. Od 1944 działała w Państwowym Korpusie Bezpieczeństwa, a także uczestniczyła w powstaniu warszawskim, po którym została pojmana i wywieziona do obozu pracy we Wrocławiu.
Po II wojnie światowej zamieszkała w Łodzi, gdzie pracowała jako nauczycielka w XV Liceum Ogólnokształcącym, a następnie w XII Szkole Podstawowej Towarzystwa Przyjaciół Dzieci. W latach 1946–1947 pracowała jako wizytatorka ds. harcerskich w Kuratorium Okręgu Szkolnego, a następnie do 1948 należała do Działu Kształcenia Starszyzny Komendy Śląskiej Chorągwi Harcerek. W 1948 zrezygnowała z działalności w harcerstwie, do której powróciła w 1956. W latach 1957–1958 była kierowniczką Wydziału Obozów i Imprez Masowych Komendy Łódzkiej Chorągwi Harcerstwa, a także dyrektorką Międzyszkolnego Wojewódzkiego Ośrodka Sportowego w parku im. 3 Maja w Łodzi. W 1960 przeszła na emeryturę.
Była członkinią Szarych Szeregów przy ZBoWiD.

### Życie prywatne
Władysława Kenig-Olbromska była córką Teodora Keniga i Marii z domu Namysłowskiej. Urodziła się 11 czerwca 1900 roku w Łodzi. Była żoną harcmistrza Eligiusza Olbromskiego (zm. 1966). Małżeństwo nie miało dzieci.
Władysława Kenig-Olbromska została pochowana w  części rzymskokatolickiej Starego Cmentarza w Łodzi.

## Odznaczenia
- Krzyż Niepodległości
- Srebrny Krzyż Zasługi
- Złoty Krzyż Zasługi
- Krzyż Zasługi dla ZHP
- Odznaka Grunwaldzka
- Odznaka Opiekuna Miejsc Pamięci Narodowej[1][2].

## Upamiętnienie
W 1986 jedną z ulic w Łodzi w sąsiedztwie Szpitala Matki Polki nazwano ul. Władysławy Keniżanki-Olbromskiej. W 2025 jej grób na Starym Cmentarzu w Łodzi został oznaczony znakiem pamięci "Tobie Polsko" w ramach akcji IPN "Wszyscy jesteśmy ze Śląska!".